# 情報ライブ (仙台放送)
『情報ライブ』（じょうほうライブ）は、2007年4月2日から2008年6月27日まで仙台放送で放送されていた平日夕方枠のオムニバスローカル番組枠である。

## 概要
本番組は、メイン番組『情報ライブMovin'』開始によりスタートした。放送時間は毎週月 - 金曜の15:50 - 19:00（JST）まで3時間10分の生放送であった。但し、新聞番組欄には前番組通り『ライブ』と表記されていた。

## 番組内容

### 第1部
- 情報ライブMovin'
  - 15:50 - 16:47：情報ライブMovin'（本編）
  - 16:47 - 16:48：ジュニ体操（2007年10月1日 - ）

### 第2部
月 - 金曜日
- イチ押し!ものまねチャンネル!（2007年4月2日 - 4月6日）
- ハッピーグルメ!（第1期）（2007年4月30日 - 5月4日）
- 川島隆太教授のテレビいきいき脳体操（2007年7月17日 - 2008年6月27日）
  - 2008年6月30日以降も独立番組として放送。

火 - 金曜日
- コンバットアンコール（2007年4月11日 - 5月16日）
- ハッピーグルメ!（第2期）（2007年5月17日 - 7月13日）

月曜日
- ドラマックスPLUS（2007年4月9日 - 4月23日）
  - 2007年4月10日と7月2日も臨時放送。
- ベビスマアンコール（2007年5月7日 - 7月2日）

### 第3部
- 仙台放送スーパーニュース
  - 16:53 - 17:54：スーパーニュース（任意ネット枠）
  - 17:54 - 18:16.55：FNN仙台放送スーパーニュース（全国ネット枠）
  - 18:16.55 - 19:00：仙台放送スーパーニュース（宮城ローカル枠）

## 放送時間の変遷
| 期間      | 期間      | 放送時間（JST）       | 放送時間（JST）       | 放送時間（JST）           |
| 期間      | 期間      | 第1部                 | 第2部                 | 第3部                     |
| --------- | --------- | --------------------- | --------------------- | ------------------------- |
| 2007.4.2  | 2007.7.13 | 15:50 - 16:44（54分） | 16:44 - 16:55（11分） | 16:55 - 19:00（2時間5分） |
| 2007.7.17 | 2007.9.28 | 15:50 - 16:44（54分） | 16:50 - 16:55（5分）  | 16:55 - 19:00（2時間5分） |
| 2007.10.1 | 2008.6.27 | 15:50 - 16:48（58分） | 16:48 - 16:53（5分）  | 16:53 - 19:00（2時間7分） |